# 28593 Ryanhamilton
28593 Ryanhamilton è un asteroide della fascia principale. Scoperto nel 2000, presenta un'orbita caratterizzata da un semiasse maggiore pari a 2,9730124 au e da un'eccentricità di 0,0641875, inclinata di 10,94236° rispetto all'eclittica.